# Rehberg (Gemeinde Krems)
Rehberg ist eine Ortschaft und eine Katastralgemeinde der Statutarstadt Krems an der Donau in Niederösterreich.

## Geografie
Das haufenförmig angelegte Dorf befindet sich zwischen Imbach und Krems und wird seitlich von der Krems umflossen. Der Ort ist über die Landesstraße L73 erreichbar.

## Geschichte
Im Jahr 1635 wurde in Rehberg ein Hammerwerk gegründet, das 1866 durch die Brüder Adolf und Franz Schmitt in eine Lederfabrik umgewandelt wurde und bis weit ins 20. Jahrhundert Schuhe herstellte. Im Ort bestand auch eine der ältesten Papierfabriken Niederösterreichs, deren Gründung mit dem Jahr 1703 datiert.
Laut Adressbuch von Österreich waren im Jahr 1938 in der Marktgemeinde Rehberg ein Bäcker, ein Bücherrevisor, zwei Fleischer, ein Friseur, drei Gastwirte, vier Gemischtwarenhändler, ein Hammerwerk, eine Hebamme, ein Konsumverein, zwei Landesproduktehändler, ein Mechaniker, eine Mühle, ein Rauchfangkehrer, ein Schmied, drei Schneiderinnen, vier Schuster, ein Tischler, zwei Viehhändler und einige Landwirte ansässig. Außerdem gab es eine Lederfabrik mit Schuherzeugung und eine Werkzeugfabrik.

## Öffentliche Einrichtungen
In Rehberg befindet sich ein Kindergarten.

## Kultur und Sehenswürdigkeiten
Siehe auch: Liste der denkmalgeschützten Objekte in Krems-Rehberg
- Burgruine Rehberg
- Katholische Filialkirche Rehberg Enthauptung des hl. Johannes der Täufer
- Mittelalterliches Hauerhaus Alt-Rehberg 4

## Persönlichkeiten
- Ignaz Fux (1779–1853), Komponist, wurde hier geboren